# Alina Kaixlínskaia
Alina Anatólievna Kaixlínskaia (en rus: Али́на Анато́льевна Кашли́нская, nascuda el 28 d'octubre de 1993) és una jugadora d'escacs russa, que té el títol de Gran Mestre Femení des de 2009, i el de Mestre Internacional des de 2014.
A la llista d'Elo de la FIDE del desembre de 2021, hi tenia un Elo de 2490 punts, cosa que en feia la jugadora número 3 (en actiu) de Rússia, i la número 17 del rànquing mundial femení. El seu màxim Elo va ser de 2494 punts, a la llista d'abril de 2020 (posició 13 al rànquing mundial femení).

## Resultats destacats en competició
El 2009 va assolir el títol de Gran Mestre Femení amb només 15 anys, i esdevingué la més jove GMF d'Europa del moment. Aquest fou el seu segon rècord semblant, ja que anteriorment el 2007 ja havia estat la més jove Mestre Internacional Femení d'Europa.
El 2013 fou tercera al campionat del món juvenil femení, i participà en la final del campionat de Rússia femení del mateix any, en què acabà 9a (la campiona fou Valentina Gúnina). També el 2013, es proclamà campiona de Rússia femenina juvenil.
Es va classificar pel campionat del món d'escacs femení de 2014.
El 2015 fou tercera al campionat d'Europa femení disputat a Geòrgia (la campiona fou Natàlia Júkova).
L'abril de 2019, es proclamà Campiona d'Europa femenina a Antalya, en obtenir millor desempat que Marie Sebag, Elisabeth Pähtz, Inna Gaponenko i Antoaneta Stefanova.